# Dendrobium gibsonii
Dendrobium gibsonii är en orkidéart som beskrevs av Joseph Paxton. Dendrobium gibsonii ingår i släktet Dendrobium, och familjen orkidéer. Inga underarter finns listade i Catalogue of Life.

## Bildgalleri

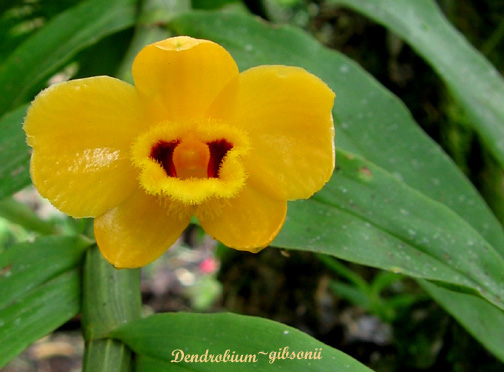
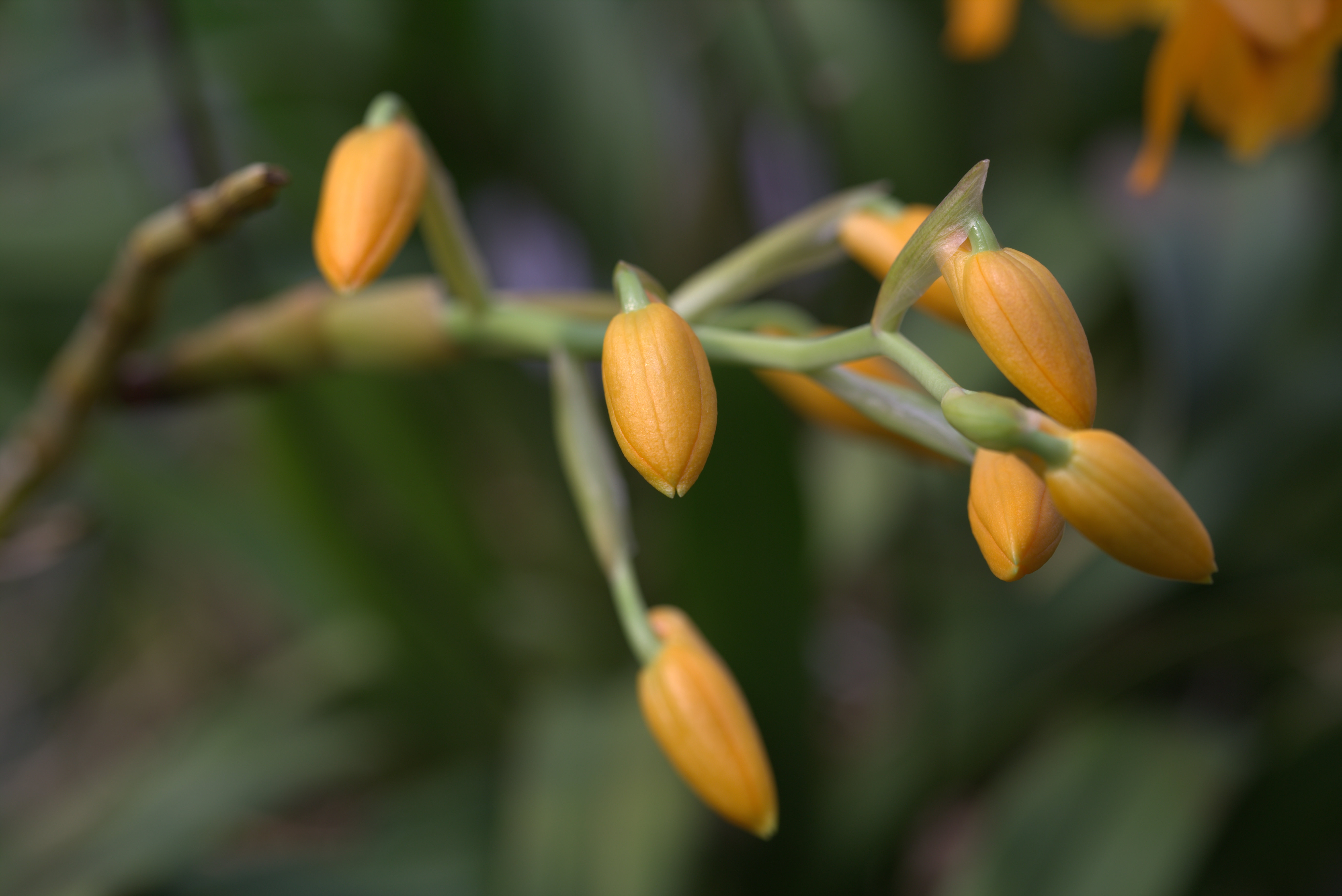
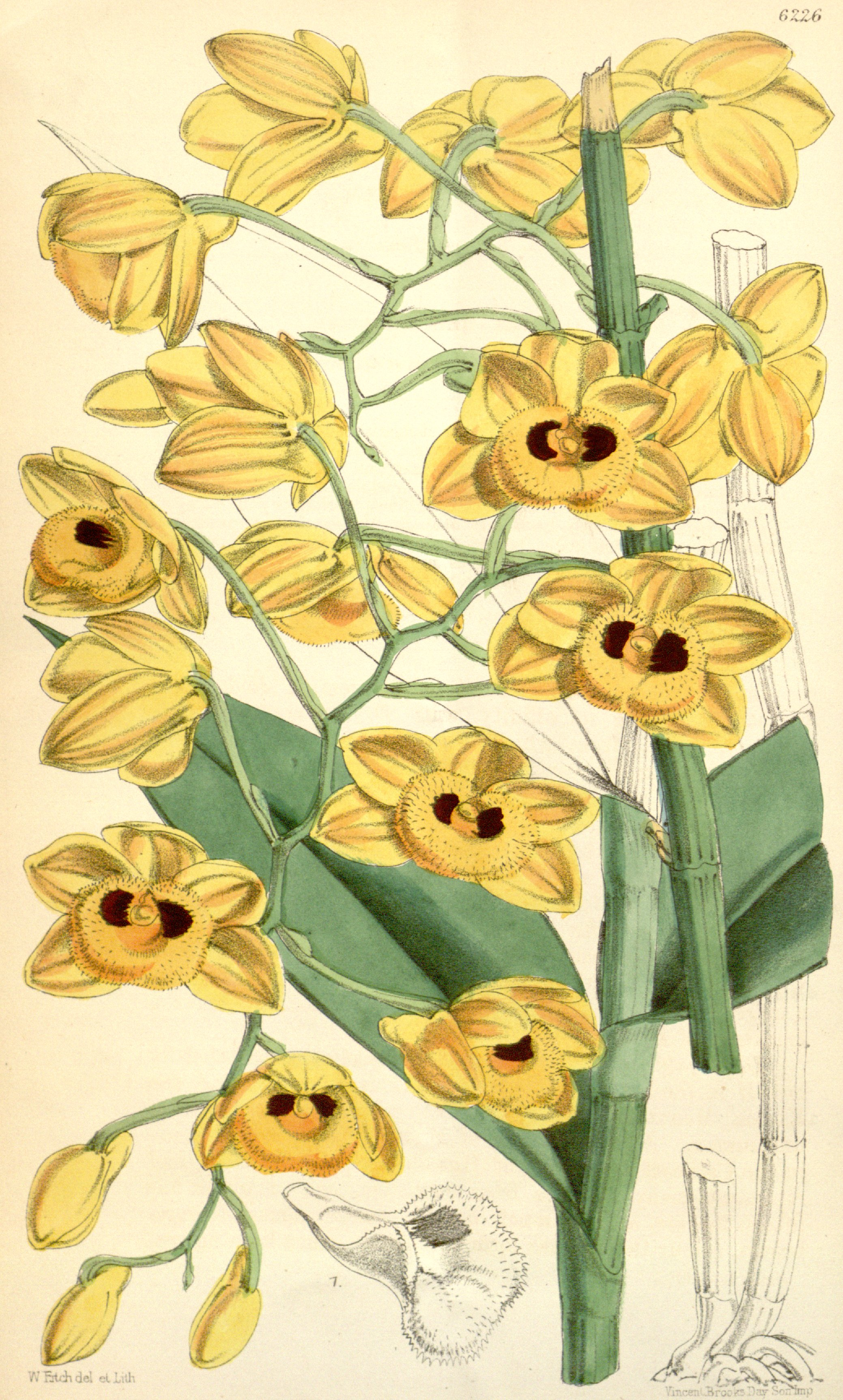